# Венець (Моґіленський повіт)
Венець (пол. Wieniec, нім. Mühltal) — село в Польщі, у гміні Моґільно Моґіленського повіту Куявсько-Поморського воєводства.
Населення — 197 осіб (2011).
У 1975-1998 роках село належало до Бидгощського воєводства.

## Демографія
Демографічна структура станом на 31 березня 2011 року:
|          | Загалом | Допрацездатний вік | Працездатний вік | Постпрацездатний вік |
| -------- | ------- | ------------------ | ---------------- | -------------------- |
| Чоловіки | 92      | 17                 | 66               | 9                    |
| Жінки    | 105     | 24                 | 59               | 22                   |
| Разом    | 197     | 41                 | 125              | 31                   |